# Eugène Vieillard
Eugène Vieillard  (1819 - 1896) foi um naturalista, cirurgião e botânico francês.
De 1861 a 1867 foi explorador, coletor da flora de Nova Caledónia e de Taiti. Praticamente todas suas novas espécies de algas foram nomeadas por Friedrich Traugott Kützing. Foi diretor do Jardim botânico de Caen.

## Publicações
- Vieillard, E; E Deplanche. Essai sur la Nouvelle-Calédonie . Ed. L'harmattan.

## Homenagens
As seguintes espécies botânicas foram nomeadas em sua honra:
- Nepenthes vieillardii Hook.f.
- Gracilaria vieillardii P.C.Silva